# Smånamn
Smånamn är en beteckning på ortnamn som har en mycket begränsad krets av namnbrukare och oftast varken finns på officiella kartor eller vägskyltar. De återgår ofta på en konkret händelse eller företeelse av mycket vardaglig art. Ett typiskt exempel på smånamn är Stinas hål i sjön Upprämmen i Malung-Sälens kommun, som fått sitt namn efter en person vid namn Stina som brukade lägga ner sina fisknät just där.